# Governador-geral da Jamaica
O cargo de governador-geral da Jamaica é ocupado pelo representante do monarca da Jamaica, ao qual cabe exercer o poder executivo supremo na Comunidade das Nações. Atualmente o monarca da Jamaica é o Rei Carlos III, e o atual governador-geral é Patrick Allen.

## Lista
1. Edward Zacca]] (1991)
2. Howard Cooke (1991–2006)
3. Kenneth Hall (2006-2009)
4. Patrick Allen (2009–presente)